# Stadsgevangenis (Enkhuizen)
De stadsgevangenis van Enkhuizen is een historisch gebouw in de Nederlandse stad Enkhuizen.
Het oudste deel van het gebouw is de onderste verdieping die dateert uit 1592. In 1610 werden de andere twee verdiepingen aangebracht. Elke verdieping bevat twee eikenhouten cellen.
Het blokvormige gebouw is opgetrokken uit baksteen en wordt afgedekt door een zadeldak tussen topgevels. Op de eerste verdieping is boven de deuren het bouwjaar 1612 aangebracht. In 1903 is een betonfundering met contreforten bij de oostmuur aangebracht omdat het gebouw verzakte.
In deze gevangenis zaten alleen mensen gevangen in afwachting van hun proces. Dat de gevangenis vlak achter het stadhuis staat is geen toeval: het stadhuis diende lange tijd ook als "regthuys", dus rechtbank. Voor de gevangenis staat een vroeg 17e-eeuws kanon. 
De gevangenis is opengesteld voor bezoekers.